# Природњачки музеј у Београду
Природњачки музеј у Београду је једна од најстаријих српских националних установа. По богатству и разноврсности изложбених примерака, оствареним резултатима у области музеологије и науке овај музеј је један од најзначајнијих у југоисточној Европи. Званично је основан 1895. године, и тада је назван Јестаственички музеј српске земље. Упркос поседовању преко 1.6 милиона предмета и артефакта, музеј нема сталну поставку нити адекватан изложбени простор. Августа 2023. године власти Србије најавиле су изградњу нове наменски грађене троспратне зграде Природњачког музеја, у Парку пријатељства.

## Историјат
Пре оснивања Музеја, још средином 19. века у тадашњој Кнежевини Србији постојао је велики број природњачких збирки, које су чуване у Природњачком кабинету Лицеја. Музеј је првобитно био смештен у Задужбинској кући Стевче Михајловића на Врачару.
Јосиф Панчић сматра се утемељивачем Природњачког музеја, који је са групом својих сарадника и ученика систематски прикупљао и проучавао примерке из природе. Био је први председник Српске краљевске академије и професор Велике школе. Детаљно је истражио флору тадашње Србије, а открио је и описао око 50 и данас валидних, за науку нових врста (Picea omorica, Ramonda serbica, Eryngium serbicum, Centaurea derventana и друге).
Прва изложба музеја отворена је 1904. године у Београду у присуству Краља Петра I и званичника, а прво гостовање природњачких експоната у иностранству било је исте године на Светској изложби у Паризу. Први управник Музеја био је академик Петар Павловић, геолог и предавач на Великој школи.

## Музеј данас
Природњачке збирке се од 1939. до данас чувају у привременом простору у некадашњој згради Прве женске гимназије у Његошевој 51. Фонд збирки документује природу не само Србије већ и суседних балканских подручја и приказује њихов развој, од древних времена до данас. У музеју се чувају примерци врста биљака и животиња које се више не могу наћи на теренима Србије јер су услед утицаја човека ишчезле или мигрирале у друге пределе. У збиркама налази и неколико стотина холотипова и уникатних примерака минерала, стена, ботаничких и зоолошких предмета.
Природњачком музеју је 1972. године припојен Музеј шумарства и лова, са својим збиркама ловачких трофеја и ловачког оружја.
Музеј има четири сектора: Геолошки сектор (који се бави минералогијом, петрологијом и палеонтологијом), Биолошки сектор ( који се бави ботаником, зоологијом и микологијом), Сектор за едукацију и односе с јавношћу и Сектор заједничких служби.
Музеј је добитник награде Михаило Валтровић за Музеј године за 2012. коју додељује Музејско друштво Србије.
Дана 15. фебруара 2016. године, указом председника Републике Србије, Музеј је одликован Сретењским орденом другог степена за нарочите заслуге у области науке, културе и музеологије, а поводом 120 година постојања. Музеј је обележио јубилеј свечаним скупом у САНУ у децембру 2015.
Природњачки музеј проглашен је установом културе од националног значаја. Од свог настанка до данас Музеј нема своју зграду нити одговарајући изложбени простор.

## Збирке
У привременом простору се чува 120 збирки, које представљају природну и културну баштину ових простора. У тим збиркама се налази око два милиона примерака из Србије, са Балканског полуострва, али и других делова света. По броју примерака се издвајају минералошка, петролошка, збирке фосилних и рецентних мекушаца, инсеката, птица, сисара као и Генерални хербаријум Балканског полуострва. Све ове збирке имају велику научну и музеолошку вредност.
Збирке су организоване у два одељења:

### Биолошко одељење
- Миколошка збирка
- Збирка лишајева
- Генерални хербаријум Балканског полуострва
- Колекција споменика природе Београда
- Збирка воћа
- Збирка корова
- Збирка артропода (без инсеката)
- Ентомолошка збирка
- Збирка мекушаца
- Студијска збирка и збирка експоната водоземаца
- Студијска збирка и збирка експоната гмизаваца
- Остеолошка збирка рецентних водоземаца и гмизаваца
- Остеолошка збирка др Милутина Радовановића
- Збирка риба – ихтиолошка збирка
- Збирка птица
- Збирка сисара

### Геолошко одељење
- Минералошка збирка
- Петролошка збирка
- Палеоботаничка збирка
- Збирка палеозојских фосилних бескичмењака
- Збирка мезозојских фосилних бескичмењака
- Збирка кенозојских фосилних бескичмењака
- Збирка академика Петра Стевановића
- Палеонтолошка збирка Надежде Крстић
- Збирка фосилних нижих кичмењака
- Збирка терцијарних ситних сисара
- Збирка квартарних ситних сисара
- Збирка терцијарних крупних сисара
- Збирка квартарних крупних сисара

## Библиотека
Природњачки музеј у свом саставу има и стручну Библиотеку која је званично је основана 1903. године. Први велики прилог Библиотеци била је комплетна стручна библиотека професора доктора Лазара Докића, који се сматра основним и иницијалним фондом Библиотеке.
Библиотека данас има 25245 наслова књига, 1236 наслова страних и домаћих часописа (79823 броја), 1032 географске и геолошке карте и 226 рукописа. У фонду Библиотеке највреднији је велики број старих и ретких књига, прва издања, и комплети многобројних значајних научних часописа из целог света. Иако спада у специјалне библиотеке, доступна је и за јавност.

## Издавачка делатност музеја
Почетак издавачке делатности Музеја српске земље везује се за 1903. годину. У почетку Музеј српске земље објављује мање прилоге о фауни, флори и геи. Први прилози штампани су у часописима Ловац, Наставник и Просветни гласник.
Природњачки музеј има и свој часопис, а први број штампан је 1948. године као Гласник Природњачког музеја српске земље(од 1958. Гласник Природњачког музеја, а од 2008. Bulletin of the Natural History Museum in Belgrade).
Од 2007. године Музеј је покренуо и едицију: Годишњак Природњачког музеја. Годишњак је осмишљен тако да се у њему објаве подаци о свим активностима и догађајима у једној календарској години: вести, информације о резултатима кустоса, сређивање збирки, усавршавање, објављени радови, учешће на скуповима, представљање у медијима, рад Библиотеке, едукативни рад и сличне активности.

## Галерија на Калемегдану
Музеј нема сталну поставку, а изложбена активност, едукативне радионице, промоције и стручни скупови се одвијају у Галерији на Калемегдану.
Педагошко пропагандна служба музеја сарађује са бројним школама и предшколским установама Србије, са децом свих узраста.